# Rocky Mountain National Park
Rocky Mountain National Park er en nationalpark i delstaten Colorado i USA. Parken blev etableret 26. januar 1915, og er på 1.078 km². Denne del af bjergkæden Rocky Mountains har økosystemer beliggende i varierende højder fra over 150 bredzonesøer til bjergøkosystemer og subalpine skove til alpin tundra. Et righoldigt dyreliv bestående af blandt andre muldyr, bighornfår, sortbjørne og pumaer, holder til i de vulkanske bjerge og gletsjerdale. Det over 4.000 meter høje bjerg Longs Peak og søen Bear Lake er populære udflugtsmål.
En fjerdedel af Rocky Mountain National Park ligger højere end trægrænsen, og parken har i alt 60 bjergtoppe over 3.700 meters højde. Den højeste top er Longs Peak på  4.346 moh. Der er flere mindre gletsjere her. Vandskellet mellem Stillehavet og Atlanterhavet går gennem parken, og floden Colorado River har sine kilder i parken.
Ute- og arapahoindianere boede i området før europæerne kom, men udnyttelsen af landskabet var ikke intensiv. Stephen Harriman Long (1784–1864) og hans «Long Expedition» besøgte området i 1820. Longs Peak er opkaldt efter ham, men han besteg det ikke. Enos A. Mills (1870–1922) regnes som initiativtager til naturfredningen. 
Parken ligger nordvest for byen Boulder i Colorados del af Rocky Mountains. Parken har fem informationscentre, og har hovedkontor ved  Beaver Meadows Visitor Center, som er et National Historic Landmark tegnet af elever ved Frank Lloyd Wrights arkitektskole Taliesin West. Parken kan nås via tre veje, US Highway 34 og 36, og Colorado State Highway 7. Highway 34, kendt som Trail Ridge Road gennem parken, går fra byen Estes Park på østsiden af bjergene  til Grand Lake, Colorado mod sydvest. Vejen går helt op til 3.713 moh., og er lukket om vinteren pga. sne.
Parken har grænse til de beskyttede områder Roosevelt National Forest (nord og vest) Routt National Forest (nordvest) og Arapaho National Forest (sydvest). Grænserne for parken er blevet udvidet gennem årene, den største udvidelse var i 1929.